# (100485) Russelldavies
(100485) Russelldavies es un asteroide perteneciente a asteroides que cruzan la órbita de Marte, descubierto el 3 de noviembre de 1996 por Erich Meyer y el también astrónomo Erwin Obermair desde el Observatorio Johannes Kepler, Linz, Austria.

## Designación y nombre
Designado provisionalmente como 1996 VX. Fue nombrado Russelldavies en honor a "Dennis Russell Davies" principal director de la Orquesta Bruckner de Linz desde el año 2002 y director musical de la Orquesta Sinfónica de Basilea desde el año 2009, inspiró Philip Glass para componer la ópera Kepler, que se estrenó en Linz en el año 2009, 400 años después de la publicación de la obra de Kepler Astronomía Nova.

## Características orbitales
Russelldavies está situado a una distancia media del Sol de 2,020 ua, pudiendo alejarse hasta 2,614 ua y acercarse hasta 1,427 ua. Su excentricidad es 0,293 y la inclinación orbital 5,919 grados. Emplea 1049 días en completar una órbita alrededor del Sol.

## Características físicas
La magnitud absoluta de Russelldavies es 16,1.